# ساندي جيلكريست
ساندي جيلكريست هو سباح كندي، ولد في 9 نوفمبر 1945 في Ocean Falls ‏ في كندا.

## وصلات خارجية
- ساندي جيلكريست على موقع الاتحاد الدولي للسباحة (الإنجليزية)
- ساندي جيلكريست على موقع SwimRankings.net (الإنجليزية)
- ساندي جيلكريست على موقع اللجنة الأولمبية الدولية (الإنجليزية)
- ساندي جيلكريست على موقع أوليمبيديا (الإنجليزية)
- ساندي جيلكريست على موقع اللجنة الأولمبية الكندية (الإنجليزية)
- ساندي جيلكريست على موقع اتحاد ألعاب الكومنولث (مؤرشف) (الإنجليزية)